# Retrato de Marjorie Ferry
Retrato de Marjorie Ferry es un óleo sobre lienzo de 1932 de la pintora polaca art déco Tamara de Lempicka.

## Descripción
La pintura representa a una mujer rubia caminando por un balcón cuya baranda curva roza con los dedos de la mano izquierda. Solo se cubre con una sábana de raso blanca sostenida al descuido y lleva un anillo brillante en el dedo. Tiene la piel perfectamente suave y las uñas largas y manicuradas pintadas de rojo igual que los labios. Está rodeada de elementos arquitectónicos de líneas modernistas verticales, sugiriendo columnas. La imagen de la mujer, que mira seductoramente al espectador por encima del hombro y sonríe suavemente, proyecta un aura de misterio. 

## Historia
La pintura representa a la cantante de cabaret británica Marjorie Ferry, que actuó en París en la década de 1930. Fue encargada por el marido de Ferry en 1932 y pintada en el estudio de la artista en la rue Méchain.  La obra estaba destinada a ser un regalo para su esposa recién casada. En la pintura luce un anillo de cabujón grande y brillante que él le regaló por su compromiso. 
La pintura ha sido descrita como la "Mona Lisa Art Deco" debido al hecho de que Marjorie tiene las comisuras de la boca y los ojos, así como la forma de los ojos y las finísimas cejas, casi idénticas a las de la Mona Lisa de Leonardo da Vinci, evocando así la misma enigmática sonrisa. Lempicka era conocida por combinar elementos modernos con antiguos en un estilo clasicista. Sus pinturas fueron creadas aplicando estrictamente patrones renacentistas y cubistas. 

## Mercado del arte
En febrero de 2020, Retrato de Marjorie Ferry estableció un récord para una obra de Lempicka al recaudar 16,3 millones de libras (equivalente a 21,2 millones de dólares) en la venta nocturna de arte impresionista y moderno en Christie's, Londres,  superando el récord anterior de su pintura de 1927 La túnica rosa, que se vendió por 13,4 millones de dólares en 2019.   La pintura se convirtió en la obra de arte más cara de un artista polaco, hasta la fecha. 